# Vorsø
Vorsø es una isla de Dinamarca, localizada al norte del Horsens Fjord. La isla ocupa una superficie de 62 ha.
La isla se encuentra protegida por el Ministerio de Medio Ambiente danés, debido a su riqueza en diversidad biológica.

## Fauna
Entre los mamíferos de Vorsø encontramos el zorro, el tejón europeo (Meles meles), el corzo (Capreolus capreolus) y el ratón de campo (Microtus agrestis).
Entre la fauna ornitológica, encontramos el grajo (Corvus frugilegus), la garza real europea (Ardea cinerea), el estornino (Sturnus vulgaris), la paloma torcaz (Columba palumbus), el ruiseñor (Luscinia megarhyncho), el pardillo común (Carduelis cannabina).

## Flora
La flora de Vorsø incluye el fresno de hoja ancha (Fraxinus excelsior), el olmo (Ulmus glabra), el haya (Fagus sylvatica), el arce sicómoro (Acer pseudoplatanus) o el carvallo (Quercus robur)
- Datos: Q522427
- Multimedia: Vorsø / Q522427